# Vitra (меблі)
Vitra — це швейцарська сімейна компанія, що спеціалізується на виробництві меблів, штаб-квартира якої розташована в Бірсфельдені, Швейцарія. Це виробник робіт багатьох відомих світових дизайнерів меблів. Vitra також відома творчістю відомих архітекторів, які складають свої приміщення у місті Вайль-на-Рейні, Німеччина, зокрема у музею дизайну Vitra.
Vitra заснована Віллі та Ерікою Фельбаумомами (Willi and Erika Fehlbaum) у 1953 р. У 1957 році Vitra вийшла на меблевий ринок з ліцензією на виготовлення меблів з колекції Герман Міллер, в основному за проектами Чарльза та Рей Імзів та Джорджа Нельсона. У 1967 році компанія представила стілець Panton Вернера Пантона — перше консольне крісло з пластику. У 1977 р. Рольф Фельбаум взяв на себе керівництво Vitra. У 1984 році партнерство, яке було сформовано з Германом Міллером, було припинено за взаємною згодою. Згодом, Vitra отримав права на проекти Чарльза і Рей Імзів та Джорджа Нельсона для Європи та Близького Сходу.
Сьогодні виробнича лінія Vitra складається з дизайнерських меблів для використання в офісах, громадських приміщеннях та приватних будинках. Заснована у 2004 році, домашня колекція включає в себе класичні вироби дизайнерів Чарльза та Рей Імзів, Джорджа Нельсона, Вернера Пантона, Александра Жирара та Жана Пруве, а також роботи таких дизайнерів, як Антоніо Читтеріо, Джаспер Моррісон, Альберто Меда, Маартен ван Северен, Ронан і Ерван Бурульєц, Хелла Йонгеріус та Барбер Оггері.
Після великої пожежі, яка зруйновала більшу частину виробничих потужностей Vitra у Вайлі-на-Рейні в 1981 році, британському архітектору Ніколасу Грімшоу було доручено розробити нові заводські споруди та генеральний план для приміщень компанії. Але познайомившись з Френком Гері в середині 1980-х років, Vitra відійшла від плану єдиного корпоративного проекту Ніколаса Грімшоу. У 1981 році Vitra відбудувала комплекс Campus Vitra і розширила асортимент продукції. Campus включає в себе музеї дизайну, колекцію сучасних меблів, майстерні та цікаві конструкції таких архітекторів, як, Френка Гері (Музей дизайну Vitra і фабричне будівництво 1989 року), Заха Хадід (Пожежна станція, 1993), Тадао Андо (Конференц-павільйон, 1993), Альваро Сіза (фабричне будівництво, проїзд, автостоянка, 1994), Herzog & de Meuron (VitraHaus, 2010) та SANAA (Factory Building, 2011).
Протягом багатьох років Vitra накопичувала колекцію стільців, годинників, інтер'єрних аксесуарів та інших меблів. З метою зробити колекцію доступною для масового споживача, був створений музей як незалежний фонд, присвячений дослідженню та популяризації дизайну та архітектури. Музей дизайну Vitra від Френка Гері був першою громадською будівлею в університетському містечку, а також першою будівлею архітектора в Європі. Сьогодні музей частково заснований на власній широкій колекції меблів ХХ століття, а також на численних візитних виставках.
Штаб-квартира Apple в Купертіно (Каліфорнія) забезпечена практично однаковими офісними стільцями — «Vitra Pacific», які були обрані персонально дизайнером Джонатаном Айвом (Jonathan Ive) за ціною $ 1,185 за кожне, хоча компанія, швидше за все, і заплатила менше за оптову покупку.